# Giáo hạt Quân đội Hàn Quốc
Giáo hạt Quân đội Hàn Quốc (tiếng Hàn Quốc: 천주교 군종교구; tiếng Latinh: Ordinariatus Militaris Corea) là một giáo hạt quân đội của Giáo hội Công giáo Rôma phục vụ cộng đồng người Công giáo hoạt động trong Lực lượng Vũ trang Hàn Quốc và người thân của họ.

## Lịch sử
Hạt Đại diện Quân đội Hàn Quốc được thành lập vào ngày 22/11/1983.
Vào ngày 21/4/1986 Hạt Đại diện Quân đội được nâng cấp thành một Giáo hạt Quân đội theo tông sắc Spirituali militum curae của Giáo hoàng Gioan Phaolô II.

## Giám mục quản nhiệm
Các giai đoạn trống tòa không quá 2 năm hay không rõ ràng bị loại bỏ.
- Angelô Kim Nam-su † (22/11/1983 - 23/10/1989 từ nhiệm)
- Augustinô Cheong Myong-jo † (23/10/1989 - 5/11/1998 được bổ nhiệm làm Giám mục phó Giáo phận Busan)
- Phêrô Lee Ki-heon (29/10/1999 - 26/2/2010 được bổ nhiệm làm Giám mục Giáo phận Uijeongbu)
- Phanxicô Xaviê Yu Soo-il, O.F.M. (16/7/2010 - 2/2/2021 về hưu)
- Titô Seo Sang-Bum, từ 2/2/2021